# Lino Ravecca
Lino Ravecca (La Spezia, 5 aprile 1920 – Roma, 18 marzo 1999) è stato un sindacalista italiano.

## Attività sindacale
Nel 1962 fu fra i fondatori della UIL Chimici, poi UILCID, in seguito confluita nella UILCEM. È stato poi Segretario generale della UIL dal 27 ottobre 1969 al 27 ottobre 1971.
Politicamente aderiva al PSDI. Consigliere del CNEL per l'agricoltura nella IV consiliatura dal 26 gennaio 1977 fino alle sue dimissioni il 31 marzo 1980, quando venne sostituito da Raffaele Bonino.
Presidente della Fondazione Modigliani ESSMOI dal 1991 al 1999, anno in cui morì all'età di 78 anni.